# Juliusz Gojło
Juliusz Jacek Gojło (ur. 23 stycznia 1967 w Mrągowie) – polski urzędnik i dyplomata. Ambasador RP w Iranie (2010–2017).

## Życiorys
Ukończył studia politologiczne ze specjalizacją problematyki państw Maghrebu Moskiewskiego Państwowego Instytutu Stosunków Międzynarodowych (1992, magister) oraz psychologii na Uniwersytecie Południowej Afryki (2006, bakałarz).
Od 1993 pracuje w Ministerstwie Spraw Zagranicznych. Dwukrotnie pracował na stanowiskach eksperckich do spraw krajów Maghrebu. Przez krótki czas koordynował na szczeblu MSZ polsko-amerykańską współpracę w zakresie reprezentacji interesów USA w Iraku przez Ambasadę RP w Bagdadzie. W 1996 został skierowany do pracy do Sekcji Interesów USA tamże, gdzie do 1999 był odpowiedzialny za analitykę polityczną. W 2000 otrzymał mianowanie na urzędnika służby cywilnej. W 2000 został zastępcą ambasadora w RPA, kierując nią także jako chargé d’affaires. Do centrali MSZ wrócił w 2006. Od 2008 zastępca dyrektora w Departamencie Afryki i Bliskiego Wschodu. Od 2010 do 31 sierpnia 2017 był ambasadorem RP w Iranie. Następnie (ok. 2025) był naczelnikiem wydziału w Departamencie Handlu i Współpracy Międzynarodowej Ministerstwa Rozwoju i Technologii.
Zna angielski, rosyjski, arabski, francuski. Jest żonaty, ma dwoje dzieci (ur. 1998, 2003). Uczestnik pierwszego rejsu „Szkoła pod Żaglami” kpt. Krzysztofa Baranowskiego (1983/1984).